# Catherine Trautmann

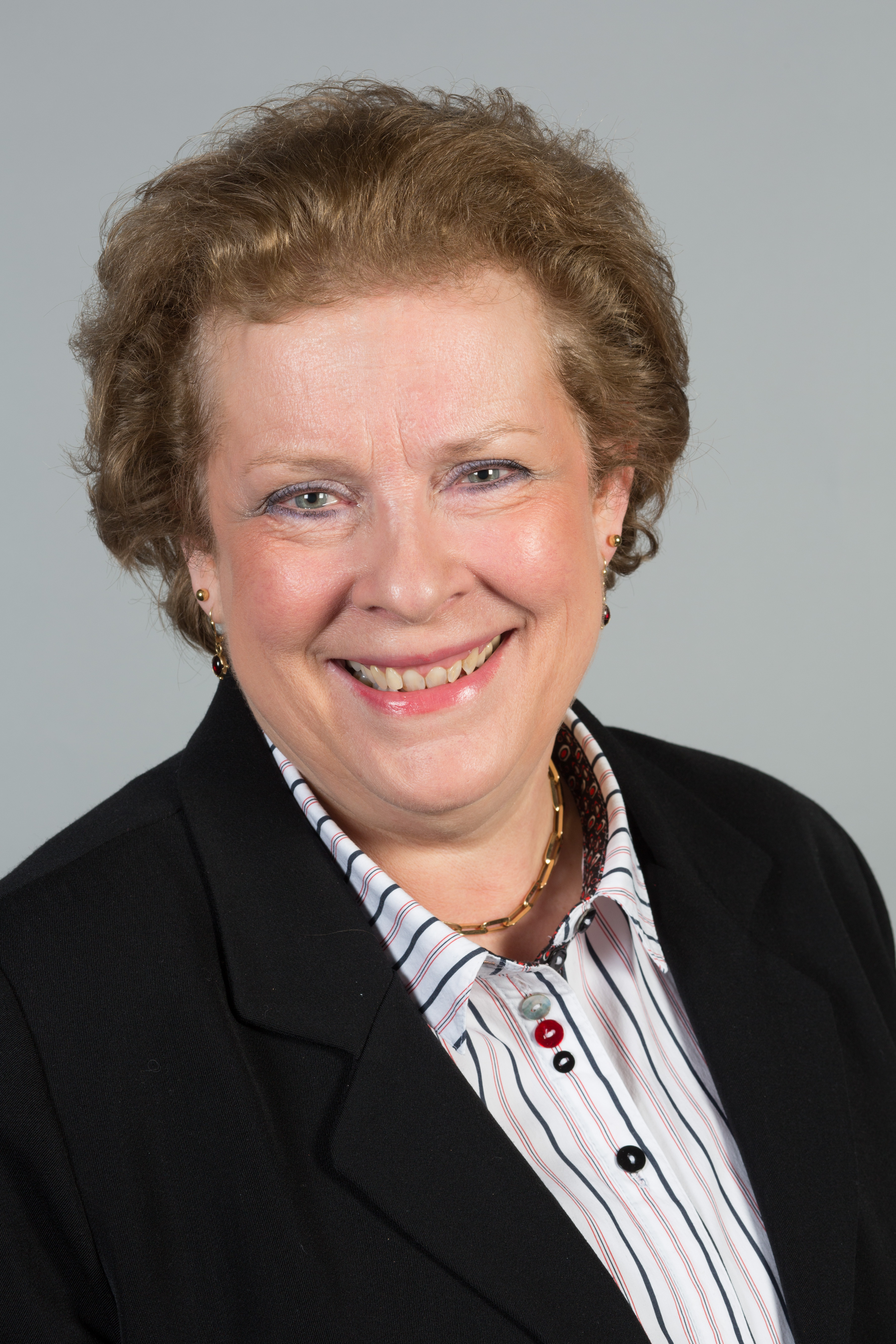
Catherine Trautmann (2014).

Catherine Trautmann (n. 15 ianuarie 1951, Strasbourg, Franța) este un om politic francez, membru al Parlamentului European în perioada 2004-2009 din partea Franței. 